# Archeoceratops
Archeoceratops (Archaeoceratops) – jeden z najprymitywniejszych znanych rodzajów ceratopsów.
Jego nazwa oznacza „prastare rogate oblicze”. Obejmuje dwa gatunki: opisany w 1997 r. gatunek typowy A. oshimai oraz opisany w 2010 r. A. yujingziensis.
Był to niewielki, roślinożerny dinozaur mierzący około 1 m długości i 30 cm wysokości. Żył około 110 mln lat temu u schyłku wczesnej kredy na terenie obecnych Chin. Najprawdopodobniej poruszał się na tylnych łapach. Jego głowa była bardzo podobna do głowy psitakozaura. Szkielet jest dość prymitywny i niewyspecjalizowany, wydaje się więc prawdopodobne, że przodkowie archeoceratopsa byli zarazem przodkami późniejszych dużych ceratopsów.